# Simon Mignolet
Simon Luc Hildebert  Mignolet (sinh ngày 6 tháng 3 năm 1988) là cầu thủ bóng đá người Bỉ thi đấu ở vị trí thủ môn cho câu lạc bộ Club Brugge của Bỉ và Đội tuyển bóng đá quốc gia Bỉ.
Mignolet bắt đầu sự nghiệp tại Giải hạng nhì Bỉ trong màu áo Sint-Truiden năm 2004, nơi anh gắn bó 6 năm và có 100 lần ra sân với 1 bàn thắng. Sau đó, anh chuyển đến Premier League khoác áo Sunderland vào tháng 6 năm 2010 với phí chuyển nhượng 2 triệu £. Sau ba năm, anh chuyển đến Liverpool vào tháng 6 năm 2013 với phí chuyển nhượng 9 triệu £.
Trong màu áo đội tuyển quốc gia, Mignolet từng là thành viên của các đội trẻ Bỉ từ U-16 đến U-21 và có trận đấu đầu tiên cho đội tuyển vào năm 2011, có mặt tại Giải bóng đá vô địch thế giới 2014 với ĐTQG Bỉ.

## Sự nghiệp câu lạc bộ

### Sint-Truiden
Mignolet sinh ra tại Sint-Truiden, Bỉ. Câu lạc bộ đầu tiên trong sự nghiệp của anh là câu lạc bộ quê nhà Sint-Truiden thi đấu tại Giải vô địch bóng đá hạng hai Bỉ vào năm 2004. Từ vị trí trong đội trẻ, anh được đôn lên đội hình một vào năm 2006 khi chỉ mới 18 tuổi. Năm 2009, anh bắt chính 29 trận và ghi được một bàn từ phạt đền, góp phần giúp Sint-Truiden vô địch Giải bóng đá hạng hai Bỉ. Một năm sau đó, anh được bầu là Thủ môn xuất sắc nhất trong năm của Giải bóng đá vô địch quốc gia Bỉ sau khi giúp Sint-Truiden tránh bị rớt hạng.

### Sunderland
Ngày 17 tháng 6 năm 2010, Mignolet đã gia nhập câu lạc bộ Anh Sunderland với phí chuyển nhượng 2 triệu £. Để có được chữ ký của Mignolet, Sunderland đã phải vượt qua các câu lạc bộ khác như PSV Eindhoven, FC Twente và Udinese.
Mignolet có trận đấu đầu tiên cho Sunderland trong trận hòa 2–2 với Birmingham City ngày 15 tháng 8 năm 2010. Anh trở thành cầu thủ xuất sắc nhất trận đấu này. Ở trận đấu sân nhà kế tiếp với Manchester City, Mignolet giữ sạch lưới lần đầu tiên cho Sunderland và có một pha cản phá đầy ngoạn mục từ chối bàn thắng của Emmanuel Adebayor. Sau đó anh lại có một trận chơi tốt nữa trước Arsenal, giúp Sunderland cầm hòa được 1–1. Vị trí chính thức của anh trong nhiều tuần sau đó bị thay thế bởi Craig Gordon và Mignolet chỉ xuất hiện trở lại vào ngày 8 tháng 1 năm 2011, trong trận thua của Sunderland trước Notts County tại vòng ba Cúp FA. Gordon dính chấn thương đầu gối vào tháng 2 và điều này tạo cơ hội cho Mignolet bắt chính trở lại. Mignolet giữ sạch lưới trong trận lượt về với Arsenal để trở thành cầu thủ xuất sắc nhất trận đấu. Sau trận đấu, huấn luyện viên Steve Bruce khen ngợi anh là thủ môn trẻ tuyệt vời và là phát hiện lớn của Sunderland.
Ở mùa giải tiếp theo, Mignolet vẫn là sự lựa chọn số một cho vị trí thủ môn chính thức của Sunderland, bất chấp sự cạnh tranh từ bản hợp đồng mới Keiren Westwood. Ngày 29 tháng 10 năm 2011, Mignolet bị gãy mũi sau pha va chạm với Emile Heskey trong trận hòa 2-2 với Aston Villa.
Trong mùa giải cuối cùng cho Sunderland, Mignolet đã ra sân trong toàn bộ các trận và nhiều lần trở thành cầu thủ xuất sắc nhất trận đấu. Thủ môn của Manchester City và đội tuyển Anh Joe Hart đã khen Mignolet là thủ môn xuất sắc nhất Giải Ngoại hạng Anh mùa bóng 2012-13 vào tháng 12 năm 2012. Ngày 21 tháng 6 năm 2013, Liverpool đã đồng ý mua anh với phí chuyển nhượng khoảng 9 triệu £.

### Liverpool

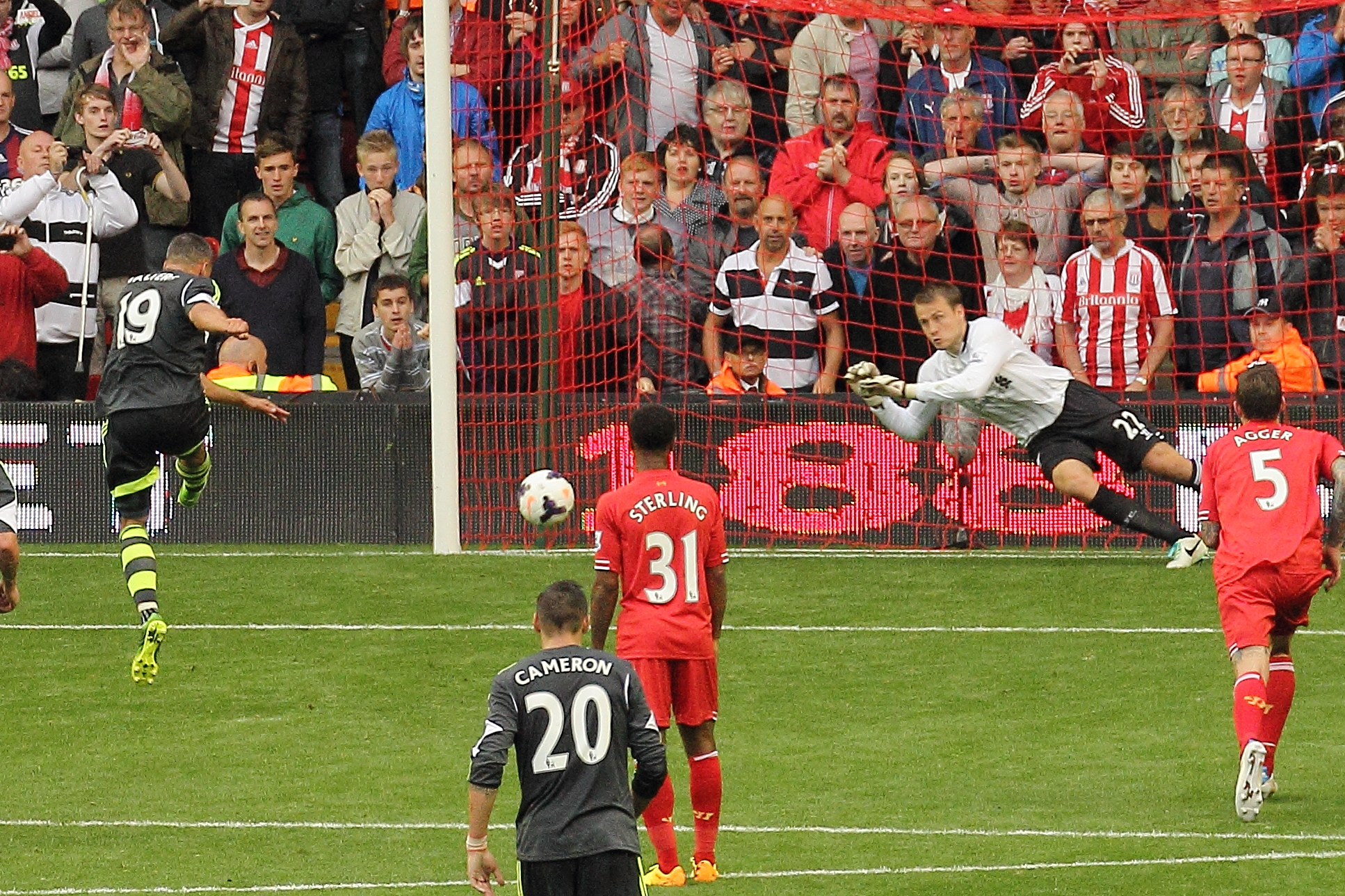
Mignolet cản phá thành công quả phạt đền ngay trong trận đầu ra mắt Liverpool.

Ngày 25 tháng 6 năm 2013, Mignolet ký bản hợp đồng có thời hạn 5 năm với Liverpool, với phí chuyển nhượng là 9 triệu £. Huấn luyện viên Brendan Rodgers của Liverpool đã đánh giá Mignolet là "một trong những thủ môn hàng đầu tại Premier League". Anh cũng là cầu thủ người Bỉ đầu tiên khoác áo Liverpool.
Ngày 13 tháng 7 năm 2013, anh có trận đấu không chính thức đầu tiên cho Liverpool trong trận giao hữu trước mùa giải thắng Preston North End 4-0. Trận đấu chính thức đầu tiên của Mignolet cho "the Kop" là trận khai mạc Premier League 2013-14 với Stoke City. Anh đã có màn ra mắt tuyệt vời khi cản phá thành công quả phạt đền của Jonathan Walters ở phút 89, đem về 3 điểm đầu tiên cho Liverpool khi trước đó Daniel Sturridge đã ghi bàn mở tỉ số. Một tuần sau đó, anh và Sturridge lại trở thành những người hùng của Liverpool trong chiến thắng 1-0 trước Aston Villa khi anh đã cứu thua hàng loạt bàn thua trông thấy cho Liverpool. Ngày 24 tháng 11 năm 2013, anh được Goal.com đánh giá là cầu thủ xuất sắc nhất trận đấu derby thành phố Liverpool với Everton. Dù để lọt lưới ba bàn nhưng anh đã có đến năm pha cứu thua xuất sắc, trong đó có ba tình huống đối mặt với các cầu thủ của Everton để giúp Liverpool có được trận hòa 3-3, anh có tất cả chín pha cứu thua trận này. Cuối mùa 2013-14, Liverpool về nhì sau Manchester City F.C.
Ngày 4 tháng 11 năm 2014, Mignolet có đến tám pha cứu thua trong trận đấu vòng bảng UEFA Champions League với Real Madrid và được chấm điểm cao nhất trận nhưng không thể giúp Liverpool tránh khỏi thất bại 0-1. Giai đoạn nửa đầu mùa giải 2014-15, Mignolet có phong độ không tốt khi liên tục mắc sai lầm khiến cho Liverpool phải nhận đến 22 bàn thua sau 16 vòng đấu. Ngày 14 tháng 12 năm 2014, huấn luyện viên Brendan Rodgers đã quyết định để anh ngồi dự bị cho thủ môn người Úc Brad Jones trong trận đấu với Manchester United tại Old Trafford và tuyên bố "không xác định thời gian trở lại đội hình chính của cậu ta [Mignolet]". 12 ngày sau đó, Jones gặp phải chấn thương chỉ sau 16 phút đầu tiên trận đấu với Burnley và Mignolet vào sân từ băng ghế dự bị dù mắc một số lỗi nhưng vẫn giữ sạch lưới thành công, giúp Liverpool thắng 1-0. Sau trận đấu đó, Mignolet đã có chuỗi bốn trận liên tiếp không để đối phương ghi bàn (trước Sunderland, Aston Villa, West Ham và Everton). Ngày 16 tháng 3 năm 2015, Mignolet thi đấu xuất sắc trong trận thắng Swansea City 1-0 trước những pha dứt điểm của Bafétimbi Gomis và Gylfi Sigurðsson. Một tuần sau đó, anh cản phá thành công quả phạt đền của Wayne Rooney trong trận thua 1-2 trước Manchester United tại Giải Ngoại hạng Anh.
Ngày 18-1-2016, Mignolet ký hợp đồng 5 năm với CLB, 8 ngày sau anh cản thành công 2 cú sút penalty của Peter Crouch và Marc Muniesa tại bán kết cup Liên đoàn Anh trước Stoke City F.C. để đưa Liverpool vào chung kết. Đáng tiếc là Liverpool đã thua Manchester City 1-3 trên chấm 11m sau 120' thi đấu, trước đó 2 đội hòa 1-1, Mignolet đã mắc lỗi trong bàn thua bởi Fernandinho phút 49.

## Sự nghiệp đội tuyển quốc gia

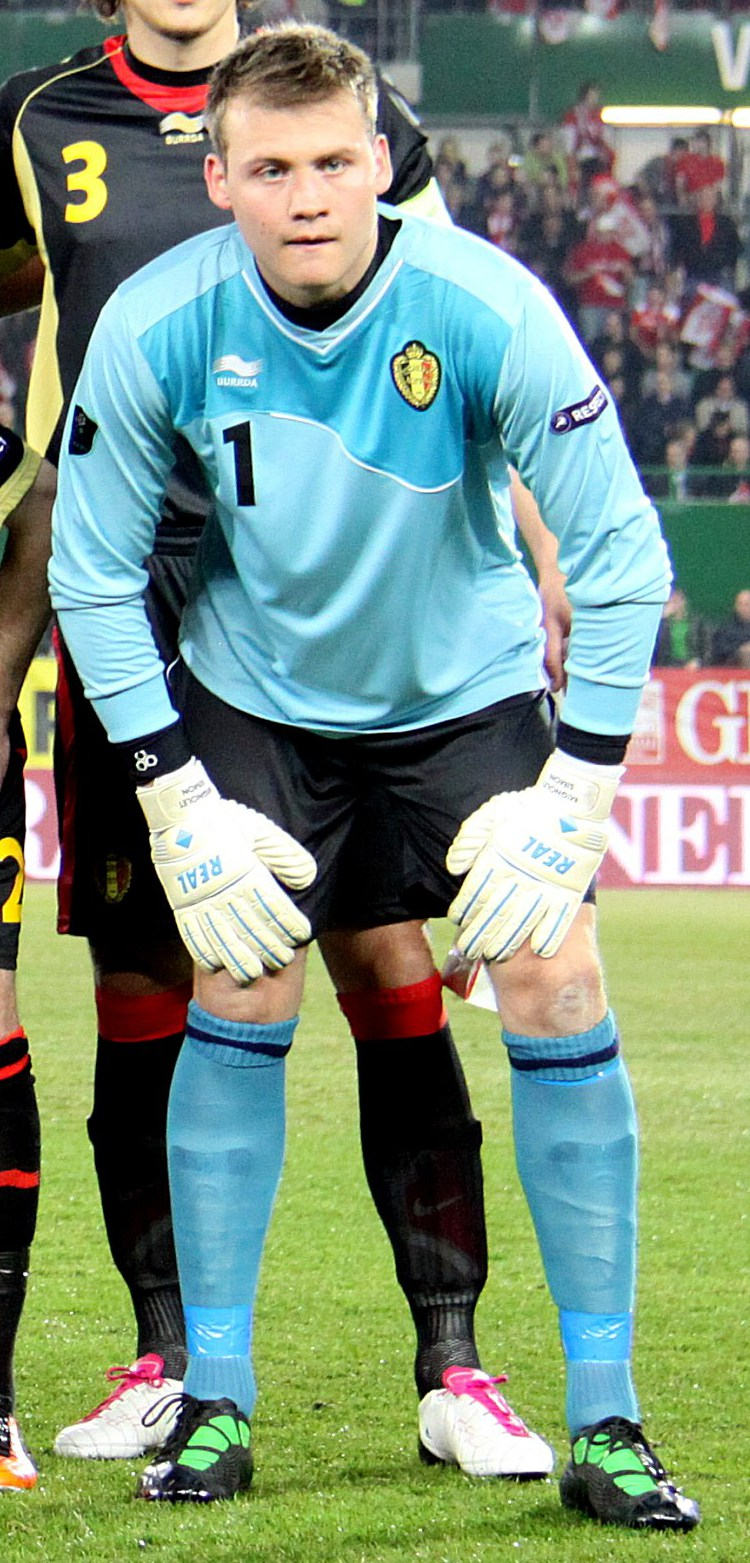
Mignolet trong trận đấu đầu tiên cho đội tuyển Bỉ gặp đội tuyển Áo ngày 25 tháng 3 năm 2011, trong khuôn khổ Vòng loại Euro 2012.

Mignolet khoác áo đội tuyển U-21 Bỉ từ năm 2008 và có 10 lần được ra sân. Ngày 1 tháng 9 năm 2010, anh được triệu tập vào đội tuyển Bỉ nhờ phong độ tốt tại Sunderland. Anh có trận đấu đầu tiên cho đội tuyển Bỉ là chiến thắng 2-0 trước đội tuyển Áo ngày 25 tháng 3 năm 2011 trong khuôn khổ Vòng loại Euro 2012. Mignolet chiếm vị trí thủ môn chính thức cho đội tuyển trong suốt bốn trận đấu còn lại của vòng loại, ngoài ra còn có ba trận giao hữu khác trong thời gian diễn ra vòng loại. Tuy nhiên, thất bại 3-1 trước Đức khiến Bỉ chỉ xếp thứ ba bảng đấu và không thể tham dự Euro 2012.
Trong mùa giải 2011-12, anh bắt chính trong hai trận giao hữu với Hy Lạp và Anh. Sau trận đấu với đội tuyển Anh, Mignolet mất vị trí chính thức về tay thủ môn trẻ Thibaut Courtois trong suốt bốn tháng. Anh trở lại vị trí chính thức trong trận giao hữu thắng Romania 2-1. Tháng 6 năm 2014, anh cùng đội tuyển Bỉ tham dự World Cup 2014 nhưng không có cơ hội được ra sân. Bỉ dừng bước ở tứ kết giải đấu này sau thất bại trước Argentina.
Anh cũng tiếp tục có tên trong danh sách 23 cầu thủ Bỉ dự World Cup 2018 tại Nga nhưng cũng không có cơ hội ra sân. Đội tuyển Bỉ sau đó kết thúc giải với vị trí thứ ba chung cuộc.

## Thống kê sự nghiệp

### Câu lạc bộ
Tính đến ngày 6 tháng 3 năm 2021.
| Câu lạc bộ          | Mùa bóng            | Giải quốc gia            | Giải quốc gia | Giải quốc gia | Cúp quốc gia | Cúp quốc gia | League Cup | League Cup | Cúp châu Âu | Cúp châu Âu | Tổng cộng | Tổng cộng |
| Câu lạc bộ          | Mùa bóng            | Hạng đấu                 | Số trận       | Số bàn        | Số trận      | Số bàn       | Số trận    | Số bàn     | Số trận     | Số bàn      | Số trận   | Số bàn    |
| ------------------- | ------------------- | ------------------------ | ------------- | ------------- | ------------ | ------------ | ---------- | ---------- | ----------- | ----------- | --------- | --------- |
| Sint-Truiden        | 2005–06             | Giải hạng Nhất Bỉ        | 0             | 0             | 0            | 0            | —          | —          | —           | —           | 0         | 0         |
| Sint-Truiden        | 2006–07             | Giải hạng Nhất Bỉ        | 2             | 0             | 0            | 0            | —          | —          | —           | —           | 2         | 0         |
| Sint-Truiden        | 2007–08             | Giải hạng Nhất Bỉ        | 25            | 0             | 1            | 0            | —          | —          | —           | —           | 26        | 0         |
| Sint-Truiden        | 2008–09             | Giải hạng 2 Bỉ           | 35            | 1             | 1            | 0            | —          | —          | —           | —           | 36        | 1         |
| Sint-Truiden        | 2009–10             | Giải hạng Nhất Bỉ        | 39            | 0             | 1            | 0            | —          | —          | —           | —           | 40        | 0         |
| Sint-Truiden        | Tổng cộng           | Tổng cộng                | 100           | 1             | 4            | 0            | —          | —          | —           | —           | 104       | 1         |
| Sunderland          | 2010–11             | Premier League           | 23            | 0             | 1            | 0            | 2          | 0          | —           | —           | 26        | 0         |
| Sunderland          | 2011–12             | Premier League           | 29            | 0             | 6            | 0            | 0          | 0          | —           | —           | 35        | 0         |
| Sunderland          | 2012–13             | Premier League           | 38            | 0             | 2            | 0            | 0          | 0          | —           | —           | 40        | 0         |
| Sunderland          | Tổng cộng           | Tổng cộng                | 90            | 0             | 9            | 0            | 2          | 0          | —           | —           | 101       | 0         |
| Liverpool           | 2013–14             | Premier League           | 38            | 0             | 0            | 0            | 2          | 0          | —           | —           | 40        | 0         |
| Liverpool           | 2014–15             | Premier League           | 36            | 0             | 7            | 0            | 3          | 0          | 8           | 0           | 54        | 0         |
| Liverpool           | 2015–16             | Premier League           | 34            | 0             | 3            | 0            | 3          | 0          | 15          | 0           | 55        | 0         |
| Liverpool           | 2016–17             | Premier League           | 28            | 0             | 0            | 0            | 3          | 0          | —           | —           | 31        | 0         |
| Liverpool           | 2017–18             | Premier League           | 19            | 0             | 1            | 0            | 0          | 0          | 2           | 0           | 22        | 0         |
| Liverpool           | 2018–19             | Premier League           | 0             | 0             | 1            | 0            | 1          | 0          | 0           | 0           | 2         | 0         |
| Liverpool           | Tổng cộng           | Tổng cộng                | 155           | 0             | 12           | 0            | 12         | 0          | 25          | 0           | 204       | 0         |
| Club Brugge         | 2019–20             | Belgian First Division A | 27            | 0             | 5            | 0            | —          | —          | 12          | 0           | 44        | 0         |
| Club Brugge         | 2020–21             | Belgian First Division A | 26            | 0             | 2            | 0            | —          | —          | 7           | 0           | 35        | 0         |
| Club Brugge         | Tổng cộng           | Tổng cộng                | 53            | 0             | 7            | 0            | —          | —          | 19          | 0           | 79        | 0         |
| Tổng cộng sự nghiệp | Tổng cộng sự nghiệp | Tổng cộng sự nghiệp      | 397           | 1             | 32           | 0            | 14         | 0          | 44          | 0           | 488       | 1         |

### Quốc tế
Tính đến trận đấu ngày 25 tháng 9 năm 2022
| Đội tuyển quốc gia | Năm       | Số trận | Số bàn |
| ------------------ | --------- | ------- | ------ |
| Bỉ                 |           |         |        |
| 2011               | 8         | 0       |        |
| 2012               | 3         | 0       |        |
| 2013               | 3         | 0       |        |
| 2014               | 0         | 0       |        |
| 2015               | 3         | 0       |        |
| 2016               | 1         | 0       |        |
| 2017               | 2         | 0       |        |
| 2018               | 3         | 0       |        |
| 2020               | 6         | 0       |        |
| 2021               | 6         | 0       |        |
| Tổng cộng          | Tổng cộng | 35      | 0      |

## Danh hiệu

### Câu lạc bộ
Sint-Truiden
- Giải vô địch bóng đá hạng hai Bỉ (1): 2008–09

Liverpool
- UEFA Champions League: Vô địch 2018–19;[43] Á quân: 2017–18[44]
- Á quân Cúp Liên đoàn bóng đá Anh: 2015–16[45]
- Á quân UEFA Europa League: 2015–16[46]

### Quốc tế
Bỉ
- Giải vô địch bóng đá thế giới: Hạng 3 2018[47]

### Cá nhân
- Thủ môn xuất sắc nhất trong năm của Giải bóng đá vô địch quốc gia Bỉ (1): 2009–10
- Cầu thủ xuất sắc nhất trong năm của Sunderland (1): 2013